# Doodeind
Pour plus de détails, voir Fiche technique et Distribution.
Doodeind est un film néerlandais réalisé par Erwin van den Eshof, sorti en 2006.

## Synopsis
Lors d'un voyage en Écosse, un groupe d'amis se fait soudainement attaquer par deux chiens enragés. Trouvant refuge dans une maison abandonnée, ils sont cette fois-ci agressés par de curieuses nervures noires incandescentes qui courent sur les murs et le plafond.

## Fiche technique
- Titre : Doodeind
- Réalisation : Erwin van den Eshof
- Scénario : Erwin van den Eshof, sur une idée de Nick Jongerius
- Production : Nick Jongerius, Steven de Jong, Daniel Koefoed, Erwin van den Eshof et Arno van Rossum
- Musique : Erik Jan Grob
- Photographie : Bart Beekman
- Montage : Nick Jongerius
- Décors : Vincent de Pater
- Pays d'origine : Pays-Bas
- Format : Couleurs - 2,35:1 - Dolby Digital - 35 mm
- Budget : 1 million d'euros
- Genre : Horreur et thriller
- Durée : 90 minutes
- Date de sortie : 3 août 2006 (Pays-Bas)

## Distribution
- Everon Jackson Hooi : Chris
- Anniek Pheifer : Barbara
- Alwien Tulner : Marie Mc Baine
- Mads Wittermans : Sidney
- Aram van de Rest : Ben
- Victoria Koblenko : Laura
- Micha Hulshof : Tim
- Terence Schreurs : Joline
- Perla Thissen : la mère de Joline
- Han Peekel : Han Peekel
- Noah MacIntosh : le fils de Chris
- Amber Teterissa : la femme de Chris
- Kimberley Kleczka : May Mc Baine (voix)

## Autour du film
- Le tournage s'est déroulé à Overveen, aux Pays-Bas.

## Distinctions
- Prix de la ville d'Utrecht, lors du Festival du film des Pays-Bas en 2006.